# Міжнародний кінофестиваль у Вальядоліді
Міжнародний кінофестиваль у Вальядоліді (також знаний як Seminci — скорочення від ісп. Semana Internacional de Cine de Valladolid) — міжнародний фестиваль, який щорічно проводиться у жовтні в іспанському місті Вальядоліді. Уперше він проходив у 1956 році та є одним з найстаріших кінофестивалів Європи.

## Історія

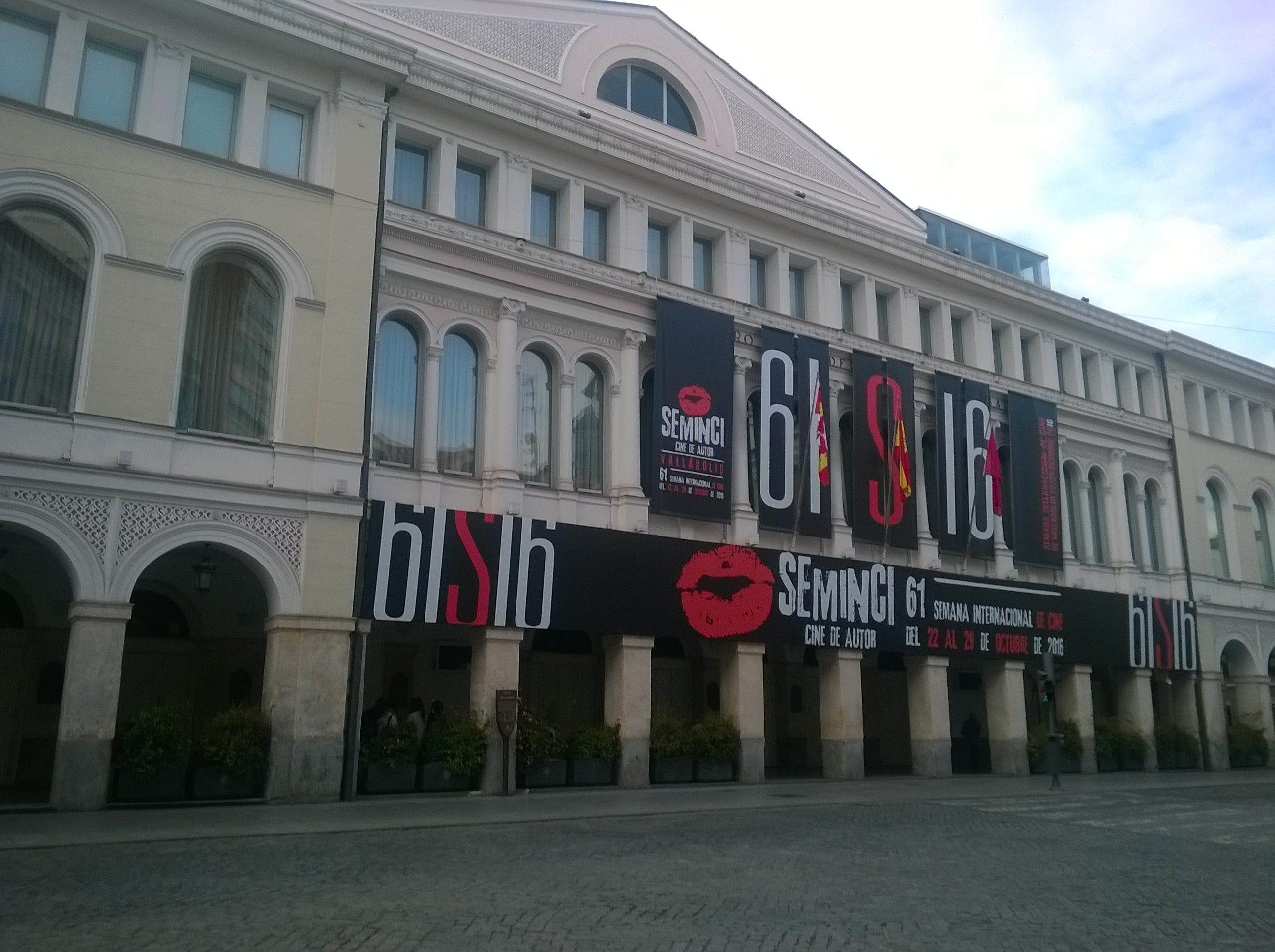
Театр «Кальдерон» під час проведення 61-го кінофестивалю у 2016 році

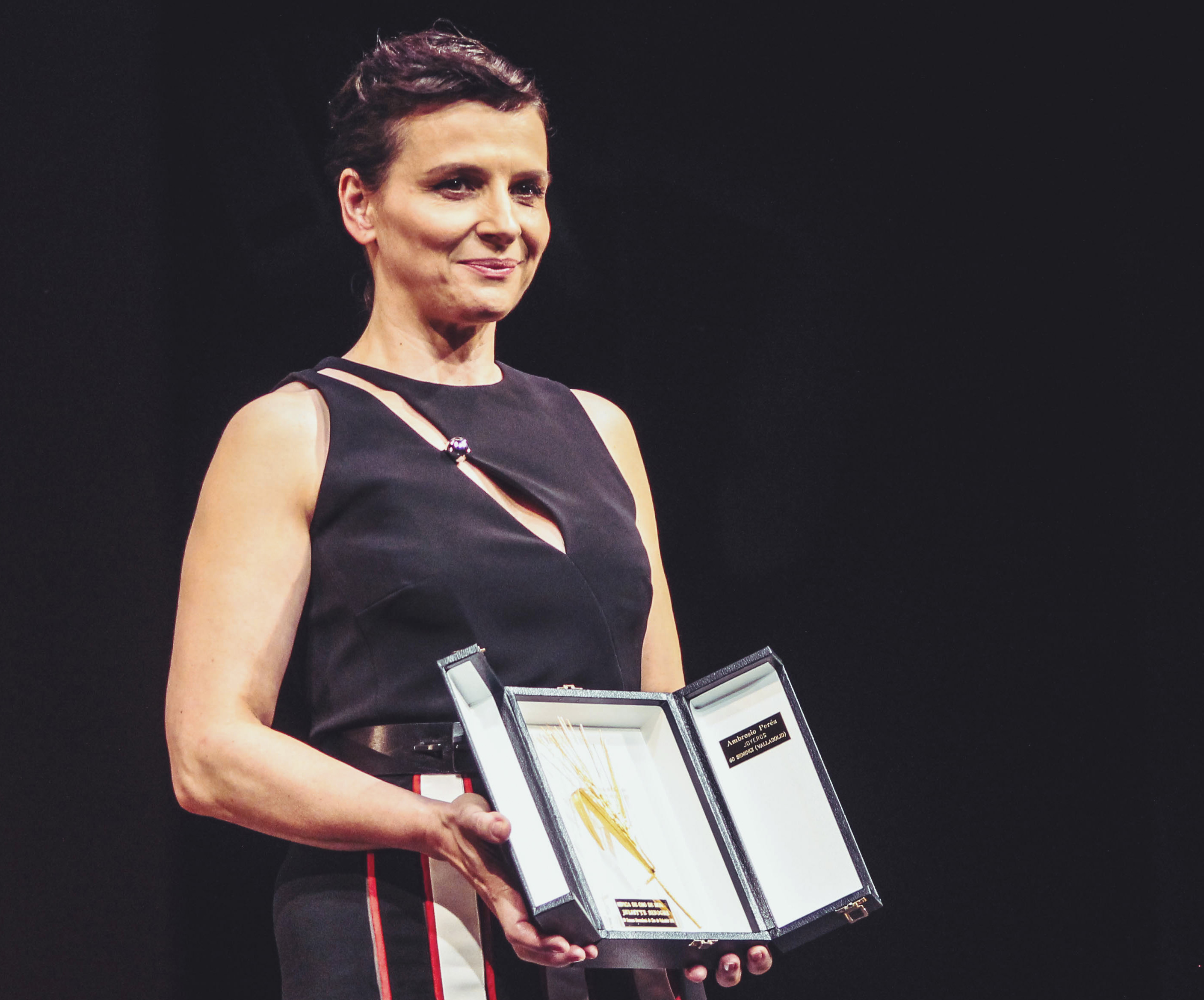
Жульєт Бінош з нагородою «Золотий колос», 2015

Кінофестиваль у Вальядоліді починався з «Тижня релігійного кіно» (ісп. Semana de Cine Religioso), який вперше пройшов 20 березня 1956 року і метою якого було використання кінематографу як засобу для передачі католицьких моральних цінностей. Впродовж перших чотирьох років фестиваль зберігав релігійну спрямованість, проте це негативно впливало на його програму: далеко не завжди релігійні фільми відрізнялися високою якістю, а іноді їх бракувало, щоб наповнити фестивальну програму.
У 1960 році тематику фестивалю розширили, і вона стала включати не лише релігійні, але й загальнолюдські цінності. У такому вигляді він проіснував до 1973 року, коли дістав нинішню назву — Міжнародний тиждень кіно у Вальядоліді (скорочено ісп. Seminci). Тоді він повністю позбувся релігійної спрямованості і в наш час присвячений незалежному та авторському кіно.
Кінофестиваль у Вальядоліді — змагальний, головна його нагорода — «Золотий колос» (ісп. Espiga de Oro, англ. Golden Spike), яка у 1974 році змінила призи, що існували до цього, Дон Боско і Лабарум. Першим режисером, що здобув головну нагороду Дон Боско, став Жуль Дассен у 1958 році за фільм «Той, хто повинен померти». З 1979 року на фестивалі почали вручати «Золотий колос» найкращому акторові та акторці, а згодом ввели й інші номінації — найкращий сценарій, найкраща робота оператора, найкращий режисерський дебют. З 1996 року на кінофестивалі присуджують нагороду Міжнародної федерації кінопреси — Приз ФІПРЕССІ.
Кінофестиваль познайомив іспанських глядачів з роботами режисерів, імена яких до цього були не занадто відомі в Іспанії. Серед них Інгмар Бергман, Франсуа Трюффо, Федеріко Фелліні, Роберто Росселліні та багато інших. Велику роль фестиваль зіграв і в розвитку кар'єри багатьох іспанських режисерів, у тому числі і всесвітньо відомого зараз Педро Альмодовара.

### Програма
- Конкурс (повнометражні та короткометражні фільми)
- Точка зустрічі (найновіші міжнародні проєкти)
- Час Історії (конкурс документальних робіт)
- DOC. SPAIN (іспанська документалістика)
- Короткометражки з Кастилії-і-Леона
- Повний метр з Кастилії-і-Леона
- SIDEBARS, презентації і обговорення жанрів, стилів, національного кінематографа, режисерської роботи
- SEMINCI JOVEN, конкурсна програма фільмів для підлітків (12-18 років)
- MINIMINCI, позаконкурсна програма фільмів для дітей 7-12 років

## Нагороди
- Повнометражні фільми:

«Золотий колос» — головна нагорода фестивалю

  - «Золотий колос» та «Срібний колос»: €60 000 и €20 000[К 1] відповідно для іспанських дистриб'юторів фільмів
  - Нагорода «Pilar Miró» найкращому новому режисерові (дебютна або друга режисерська робота): €10 000
  - Найкращий режисер: €6.000
  - Найкраща акторка та найкращий актор
  - Найкраща операторська робота
  - Нагорода за найкращий сценарій «Miguel Delibes»
- Короткометражні фільми:
  - «Золотий колос» та «Срібний колос» — €6000 и €3000 відповідно, для режисера кожного фільму
  - Нагорода «Efa Short Film Nominee Valladolid» режисерові найкращого європейського короткометражного фільму: €2000 і номінація на нагороди Європейської кіноакадемії.
- Призи секції «Точка зустрічі»:
  - Найкращий повнометражний фільм, грошовий приз €15 000
  - Найкраща зарубіжна короткометражка: €3000
- Призы секции «Час Історії»:
  - Найкращий документальний фільм: €20 000
  - Другий приз: €10 000